# Ogulinec
Ogulinec är en ort i Kroatien.   Den ligger i länet Zagrebs län, i den centrala delen av landet, 24 km sydost om huvudstaden Zagreb. Ogulinec ligger 104 meter över havet och antalet invånare är 248.
Terrängen runt Ogulinec är platt. Runt Ogulinec är det glesbefolkat, med 10 invånare per kvadratkilometer. Närmaste större samhälle är Velika Gorica, 10,6 km norr om Ogulinec. I omgivningarna runt Ogulinec växer i huvudsak lövfällande lövskog.